# Hoplias malabaricus
Hoplias malabaricus és una espècie de peix de la família dels eritrínids i de l'ordre dels caraciformes.

## Morfologia
- Els mascles poden assolir 55,2 cm de longitud total i 1.966 g de pes.[2][3]

## Alimentació
Els exemplars adults mengen peixos i els immadurs crustacis, larves d'insectes, gambes i d'altres petits invertebrats.

## Hàbitat
És un peix d'aigua dolça i de clima tropical (20 °C-26 °C).

## Distribució geogràfica
Es troba a Amèrica: conques fluvials des de Costa Rica fins a l'Argentina.

## Observacions
Quan és viu és difícil de manipular i és potencialment perillós a causa de les seues esmolades dents i mandíbules fortes, i del seu cos relliscós.